# Río Torca
El río Torca es un curso natural de agua que nace en la cordillera de los Andes de la Región de Coquimbo y fluye con dirección general norte hasta desembocar en el río Grande (Limarí), que es a su vez un afluente formativo del río Limarí.

## Trayecto
El río Torca nace en el portezuelo del Cobre en las laderas occidentales del cordón limítrofe internacional y fluye con dirección norte hasta desembocar en el río Grande.

## Caudal y régimen
La hoya de los ríos Grande, Mostazal, Tascadero, Guatulame, Cogotí, Combarbalá y Pama tienen un régimen nival con influencia pluvial en la parte baja de la cuenca: los mayores caudales se presentan entre octubre y diciembre, debido a los importantes aportes nivales, salvo en la estación Guatulame en el Tome, ubicada en la desembocadura del río homónimo en el embalse La Paloma, que muestra importantes caudales tanto en invierno y primavera. El período de estiaje es común a toda la subcuenca y ocurre en el trimestre dado por los meses de marzo, abril y mayo.: 62 

## Historia
Francisco Solano Asta-Buruaga y Cienfuegos escribió en 1899 en su obra póstuma Diccionario Geográfico de la República de Chile sobre el río:
Torca (Río de).-—Corriente pequeña de agua en la parte sudeste del departamento de Ovalle que procede de la vertiente boreal del serrijón que se desprende al poniente de la línea de los Andes por donde se halla el boquete de Calderón. Se dirige al N. á desembocar en la orilla izquierda á unos cinco kilómetros al E. de la aldea que le da nombre.
Luis Risopatrón lo describe en su Diccionario Jeográfico de Chile de 1924 Sobre el río:
Torca (Rio de). Nace de las serranías en que se abre el portezuelo de El Cobre, corre hácia el N i se Vácia en la márjen S del rio Grande, en las cercanías del caserío de Tulahuen; sufre notables diferencias entre el caudal máximo de diciembre i enero, en cuya época no es posible transitar por su cajón, pues el rio pierde sus vados i el caudal mínimo de abril i mayo.